# Kuerschneria laevigata
Kuerschneria laevigata là một loài rêu trong họ Sematophyllaceae. Loài này được (Herzog) Ochyra & Bednarek-Ochyra mô tả khoa học đầu tiên.